# كونور تايلور
كونور تايلور (بالإنجليزية: Connor Taylor) (5 سبتمبر 1992 بكوفنتري في المملكة المتحدة - ) هو لاعب كرة قدم بريطاني في مركز الوسط. لعب مع أستون فيلا ونادي والسول ونونيتون بورو ‏ ونادي تاموورث.

## وصلات خارجية
- كونور تايلور على موقع قاعدة بيانات كرة القدم.إي يو (الإنجليزية)
- كونور تايلور على موقع Soccerbase.com (لاعب) (الإنجليزية)
- كونور تايلور على موقع Soccerway.com (الإنجليزية)